# Иващенко, Ольга Ильинична
О́льга Ильи́нична Ива́щенко (1906—1989) — украинская советская партийная деятельница, член президиума ЦК Компартии Украины в 1960—1965 годах. Член ВКП(б) с 1928 года.

## Биография
- 1929—1933 — училась на электрофакультете Киевского политехнического института.
- 1933—1941 — инженер-конструктор, начальник Конструкторского отдела, главный конструктор Киевского завода электротехнической аппаратуры.
- 1941—1944 — главный инженер завода в эвакуации (Омск).
- 1944—1950 — директор завода «Точэлектроприбор» Народного комиссариата — Министерства электропромышленности СССР (Киев).
- 1950 — май 1954 — 2-й секретарь Киевского областного комитета КП(б) — КП Украины.
- 27 сентября 1952 — 15 марта 1966 — член ЦК КП(б) — КП Украины.
- 25 мая 1954 — 8 января 1965 — секретарь ЦК КП Украины.
- 25 февраля 1956 — 17 октября 1961 — кандидат в члены ЦК КПСС.
- 4 декабря 1957 — 16 февраля 1960 — кандидат в члены Президиума ЦК КП Украины.
- 16 февраля 1960 — 8 января 1965 — член Президиума ЦК КП Украины.
- 31 октября 1961 — 29 марта 1966 — член ЦК КПСС.

Была активной сторонницей Н. С. Хрущёва и пыталась воспрепятствовать его свержению в октябре 1964 года. В 1965 году была переведена на пенсию

## Награды и премии
- Сталинская премия третьей степени (1951) — за разработку и организацию массового производства новых ЭИП
- три ордена Ленина (10.11.1956; 26.02.1958; 7.03.1960)
- орден Трудового Красного Знамени
- орден «Знак Почёта»
- медали